# ماكس براون (لاعب كرة قدم أمريكية)
ماكس براون (بالإنجليزية: Max Browne)‏ هو لاعب كرة قدم أمريكية أمريكي، ولد في 2 فبراير 1995 في ساماميش في الولايات المتحدة.